# Sperrstelle Albulapass

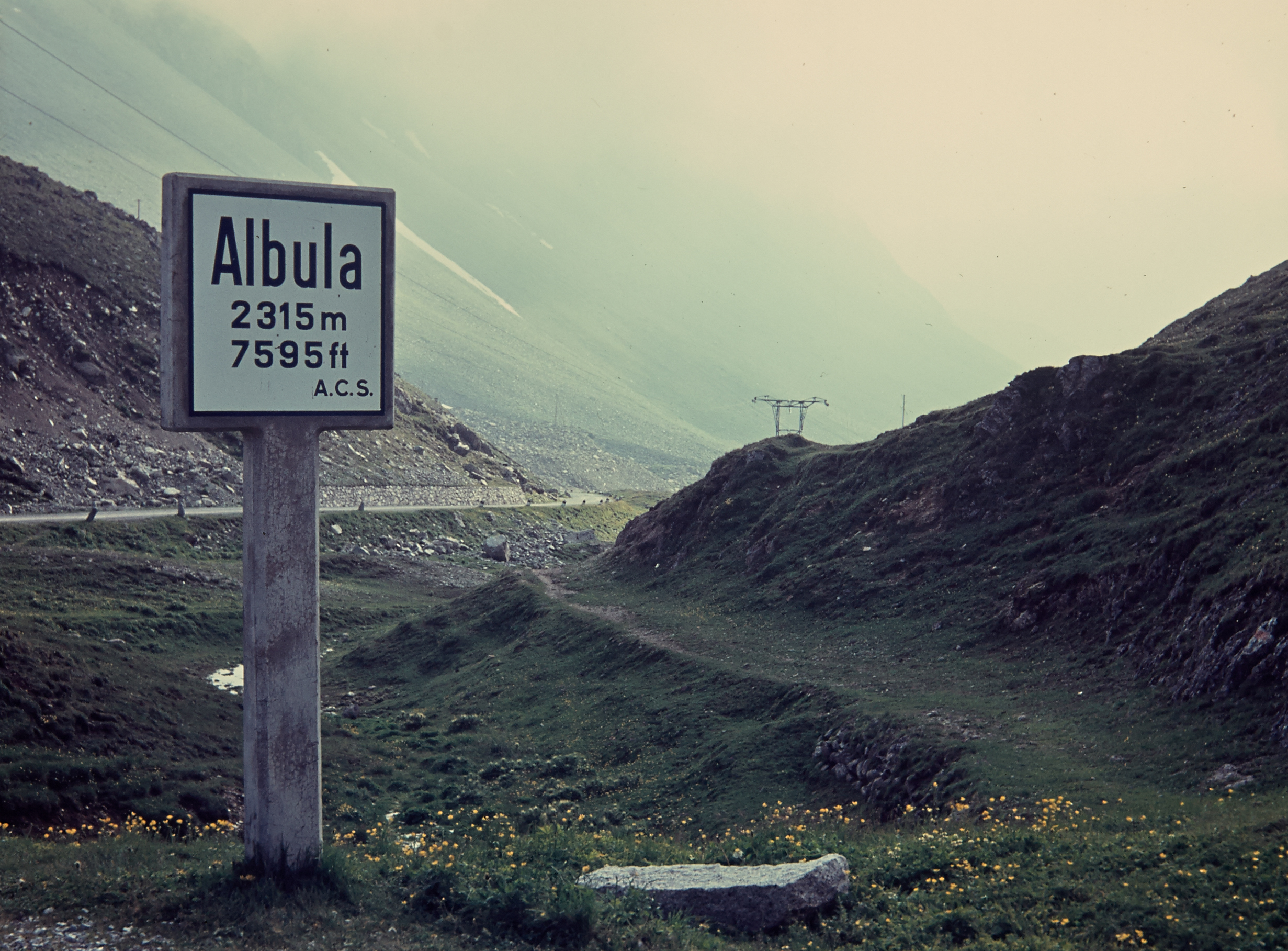
Albulapass Richtung Bergün

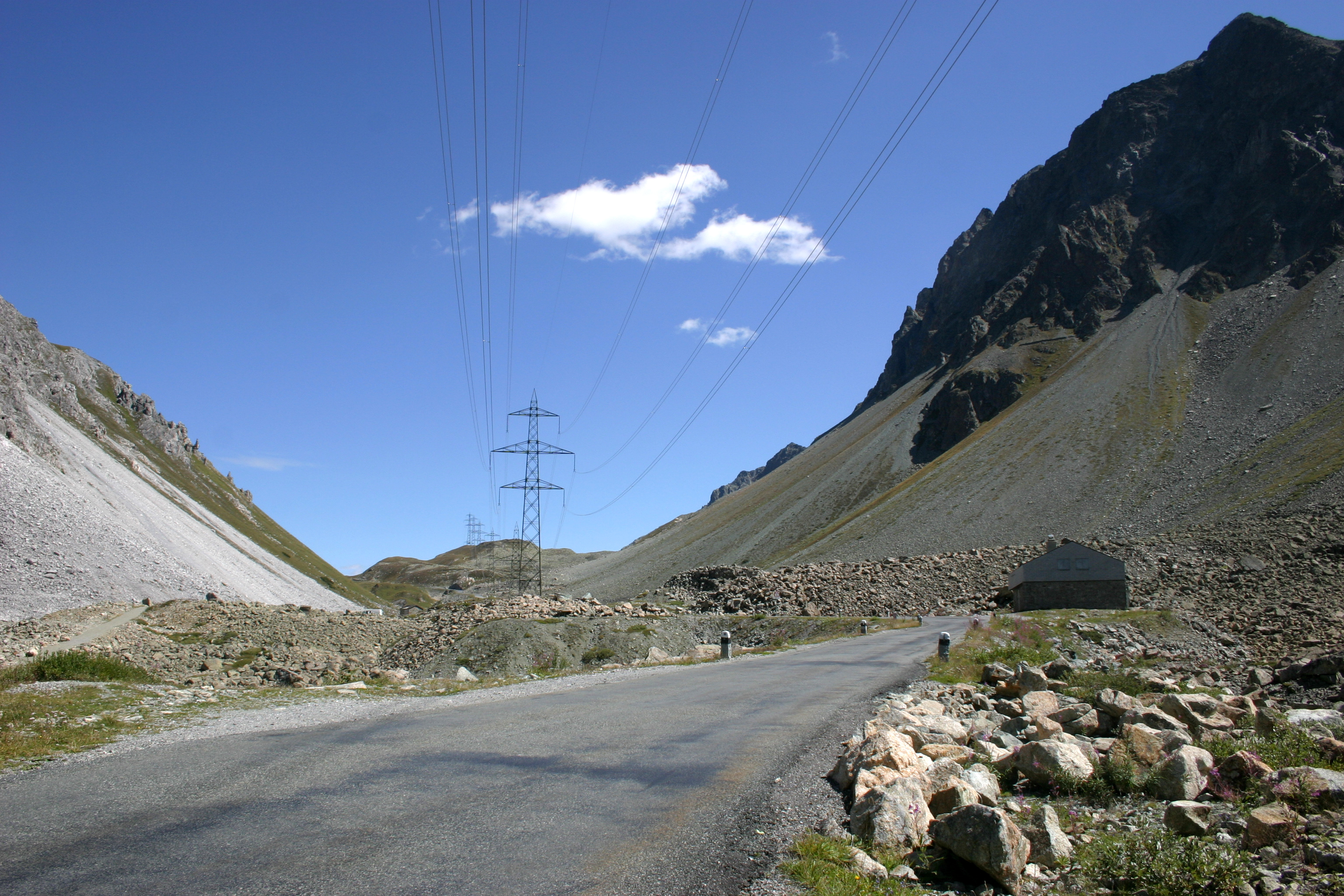
B2414 Albula Crusch Unterkunft (Festungswachtkorps FWK) und A7660 Infanteriebunker Albula Strasse

Die Sperrstelle Albulapass war eine Verteidigungsstellung der Schweizer Armee. Sie liegt etwa einen Kilometer westlich der Albulapasshöhe Richtung Bergün/Bravuogn und wurde ab 1938 gebaut.
Die Sperre wurde von der Gebirgsbrigade 12, der späteren Gebirgsdivision 12, und dem Festungswachtkorps betrieben. Mit der Auflösung der Gebirgsdivision 12 wurden die Anlagen der Sperre entklassifiziert und aufgehoben.

## Geschichte
Die Sperrstellen im Kanton Graubünden können in fünf Gruppen aufgeteilt werden: Die nahe der Südgrenze (Italien) und den anschliessenden Pässen gelegenen Sperren hatten den Zugang ins Engadin zu sperren. Die nächste Sperrgruppe hatte den Zugang nach Mittelbünden zu verwehren. Die Gruppe an der Nordostgrenze hatte den Gegner gegen Österreich abzuhalten. Die letzte Gruppe musste den Zugang ins Réduit verhindern.
Die Sperrstelle Albulapass gehörte zusammen mit den Sperrstellen Flüela (1249/1237), Julier (1228), Septimer (1227), Zügen (1238) und Schyn (1221) zu der Gruppe, die den Auftrag hatte den Zugang nach Mittelbünden zu sperren. Die Sperrstelle Bergünerstein (1243) diente ihr als rückwärtige Sperre.

## Sperrstelle Albulapass
Die Sperrstelle Albulapass (Sperrstellen-Nr. 1245)  hatte einen Übergang über den Albulapass nach Bergün und ins Albulatal zu verwehren. Der Albulapass wurde nicht auf der Passhöhe gesperrt, sondern zurückgestaffelt in der Talsenke nordwestlich des Passes.
Sie besteht aus einem Geländepanzerhindernis aus Felsblöcken, dem zentralen, dreistöckigen Hauptbunker neben der Passstrasse, der als Steinhügel getarnt war, sowie den zwei Felswerken in den Felsköpfen links und rechts der Passstrasse, die den exponierten Hauptbunker zu schützen hatten. Der Hauptbunker hatte 16 Mann Besatzung, die Felswerke je 12 Mann. Die Infanteriekanone Ik (später 9-cm-Panzerabwehrkanone) und die je zwei Maschinengewehre in den Felswerken wirkten durch die Senke gegen Süden in Richtung Passhöhe. Noch in den 1960er Jahren wurde die Anlage mit Petrollampen beleuchtet, auf einem Petrolkocher gekocht und mit der Handventilation belüftet, die im Ablösungsbetrieb ununterbrochen betrieben werden musste. Bei starker Schiesstätigkeit musste die Besatzung wegen des verminderten Sauerstoffgehaltes in den Anlagen die Nacht im Freien verbringen.
- Infanteriebunker Albula Strasse A 7660 ⊙
- Felsenwerk Albula links A 7661 ⊙
- Felsenwerk Albula rechts A 7662 ⊙
- Nomadenhaus B 9424 ⊙
- Albula Crusch Unterkunft B 2414 (Festungswachtkorps FWK) ⊙
- Geländepanzerhindernis T 4031 ⊙
- Stellung Erster Weltkrieg ⊙[1]
- Sprengobjekt Albulapassstrasse, La Punt ⊙[2]
- Sprengobjekt RhB Viadukte. Zwischen Bergün und Preda die grossen Viadukte der Rhätischen Bahn waren mit Sprengkammern ausgerüstet[3].

## Sperrstelle Bergünerstein

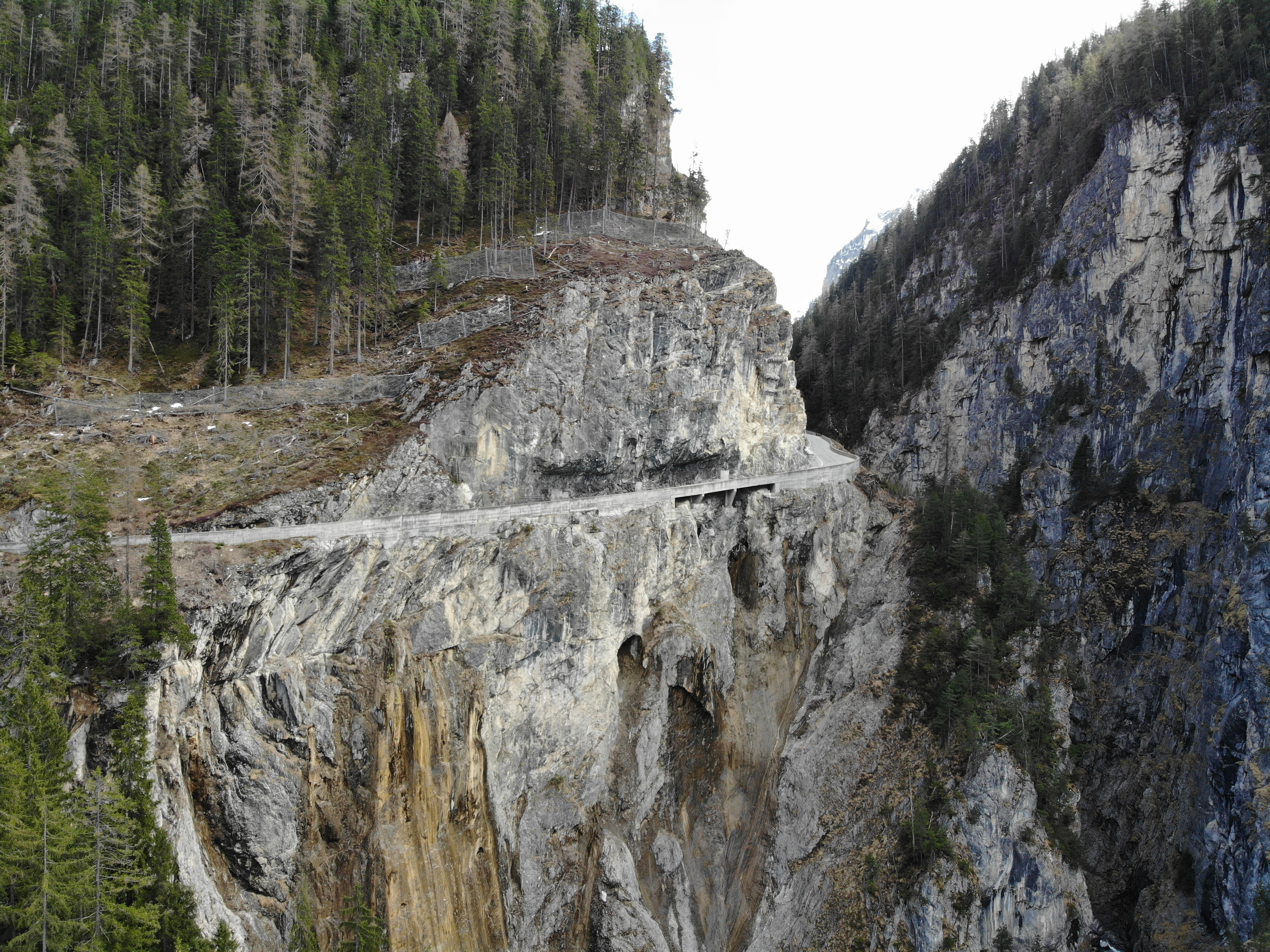
Felsenwerk Bergünerstein links A 7667: links Eingang/Scharte, rechts Sprengobjekt

Die Sperrstelle Bergünerstein (Sperrstellen-Nr. 1243) befindet sich beim Engnis Bergünerstein, wo die Albulastrasse für einen Gegner nachhaltig gesperrt und gesprengt werden konnte. Eine Sprengung hätte den Durchgang für längere Zeit unterbrochen. Die Sperre wurde von zwei Felskavernen aus mit je einem Leichten Maschinengewehr auf Schartenlafette geschützt. Die Kavernen für je sieben Mann Besatzung wurden ab 1938/39 gebaut.
- Felsenwerk Bergünerstein rechts A 7666 ⊙
- Felsenwerk Bergünerstein links A 7667 ⊙
- Sprengobjekt Albulastrasse ⊙[4]

## Sperrstelle Zügen

Sprengobjekt Brombenz : Strasse

Die Sperrstelle Zügen (Sperrstellen-Nr. 1238) hatte den Durchgang durch die Zügenschlucht zu sichern.
- Felsenwerk Brombenz Zügen A 7695 rechts ⊙
- Felsenwerk Brombenz Zügen A 7696 links ⊙
- Sprengobjekt Brombenz (Strasse und Viadukt) ⊙
- Sprengobjekt Zügenschlucht (Tunnel) ⊙

## Verein Militärhistorische Anlagen Albulatal
Der Verein Militärhistorische Anlagen Albulatal will die Festungswerke am Albulapass und am Bergünerstein als Beispiel einer in der Tiefe gestaffelten Sperrstelle erhalten und zugänglich machen sowie das vorgelagerten Abwehrsystem auf Gebiet der Gemeinde La Punt samt Sprengobjekten in diesem Raum dokumentieren. Im verbunkerten Kommandoposten der Grenzbrigade 12 in Alvaneu wurde ein Museum zum Thema Kalter Krieg und weiteren Sonderausstellungen eingerichtet und werden Führungen im Museum und zu den Festungswerken organisiert.
Die Militärhistorische Stiftung Graubünden will militärhistorisches Kulturgut der Schweiz und des Kantons Graubünden sammeln und sicherstellen sowie Gemeinden und Institutionen mit ähnlichen Aktivitäten unterstützen. Das Artilleriewerk Sufers-Crestawald und das alte Zeughaus der Festung St. Luzisteig sollen erhalten und der Öffentlichkeit zugänglich gemacht werden.